# Marty Feldman
Martin Alan Feldman, conhecido como Marty Feldman (Londres, 8 de julho de 1934 — Cidade do México, 2 de dezembro de 1982) foi um premiado ator, comediante, diretor e roteirista britânico de cinema e televisão, nascido na Inglaterra. Protagonizou séries de comédia da televisão britânica, e ganhou dois prêmios BAFTA. Ele também estrelou vários filmes, incluindo O Jovem Frankenstein. Seu rosto era notável por um grande nariz, cabelos ruivos sempre revoltos e seus olhos proeminentes e estrábicos, uma condição causada pela doença de Graves, características marcantes em todos os trabalhos que fez.

## Biografia
Filho de judeus russos-poloneses, ele iniciou a carreira no teatro da escola, que abandonou aos 15 anos para formar um grupo de jazz em Paris.
Seus filmes mais conhecidos são:  O Jovem Frankenstein (1974), dirigido por Mel Brooks; O Irmão Mais Esperto de Sherlock Holmes (1975), dirigido por Gene Wilder; Silent Movie (1976), dirigido por Mel Brooks e Yellowbeard (o último, lançado em 1983, após sua morte).
Dirigiu e atuou em The Last Remake of Beau Geste (1977) e In God We Tru$t (1980).
Foi indicado ao Globo de Ouro de 1977 na categoria de melhor ator coadjuvante por Silent Movie.
Feldman morreu após sofrer um ataque cardíaco no quarto de um hotel da Cidade do México, no dia 2 de dezembro de 1982, durante as filmagens de Yellowbeard. Nos comentários ao DVD de “O Jovem Frankestein, Mel Brooks, sugere fatores que podem ter contribuído para a morte do ator: “Ele chegou a fumar até seis pacotes de cigarro por dia, bebia uma quantidade exagerada de café preto e tinha uma dieta muito rica em ovos e produtos lácteos”. Além disso, a altitude da Cidade do México - que varia de dois a até quase quatro mil metros - e onde o ar é muito rarefeito, e ao forçar muito os pulmões e o coração de Feldman, pode ter contribuído para a sua morte.

## Filmografia

### Filmes
| Ano  | Título                                             |
| ---- | -------------------------------------------------- |
| 1969 | The Bed Sitting Room                               |
| 1970 | Every Home Should Have One                         |
| 1971 | The Magnificent Seven Deadly Sins                  |
| 1972 | Today Mexico, Tomorrow the World                   |
| 1974 | Young Frankenstein                                 |
| 1975 | The Adventure of Sherlock Holmes' Smarter Brother  |
| 1975 | Closed Up-Tight                                    |
| 1976 | 40 gradi all'ombra del lenzuolo (Sex With a Smile) |
| 1976 | Silent Movie                                       |
| 1977 | The Last Remake of Beau Geste                      |
| 1980 | In God We Tru$t                                    |
| 1982 | Slapstick of Another Kind                          |
| 1983 | Yellowbeard                                        |

### Televisão
| Ano     | Título                           | Notes                                              |
| ------- | -------------------------------- | -------------------------------------------------- |
| 1967    | At Last the 1948 Show            |                                                    |
| 1968–69 | Marty / It's Marty               |                                                    |
| 1970    | Marty Amok!                      | Especial de Televisão                              |
| 1971    | Marty Abroad                     | Especial de Televisão                              |
| 1971–72 | The Marty Feldman Comedy Machine |                                                    |
| 1971–73 | The Flip Wilson Show             |                                                    |
| 1972    | The Marty Feldman Show           | Especial de Televisão                              |
| 1974    | Marty Back Together Again        |                                                    |
| 1981    | The Muppet Show                  | série de televisão – um episódio, "Arabian Nights" |